# Popocatépetl
Der Popocatépetl [popokaˈtepetl] (Nahuatl: Popōcatepētl [popoːkaˈtepeːtɬ] (= rauchender Berg)), zuweilen auch El Popo oder Don Goyo genannt, ist ein Vulkan am Rand des Hochlands von Mexiko. Er gilt als einer der aktivsten Vulkane Mexikos. Seine derzeitige Höhe beträgt je nach Quelle bis zu 5452 m. Damit ist er nach dem Citlaltépetl (5636 m, auch Pico de Orizaba) der zweithöchste Vulkan Nordamerikas sowie der zweithöchste Berg Mexikos.

## Geografie

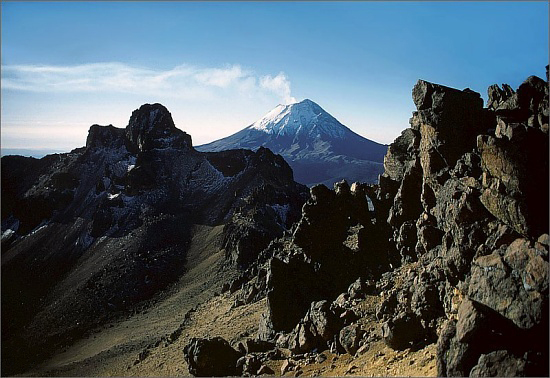
Vulkan Popocatépetl, gesehen vom Aufstieg zum Nachbarvulkan Iztaccíhuatl

Der Popocatépetl befindet sich zwischen Mexiko-Stadt und Puebla und ist über den Paso de Cortés mit dem Schwestervulkan Iztaccíhuatl (5286 m) verbunden, welcher nördlich des Popocatépetl liegt. Geografisch liegt die Bergspitze an der Grenze der mexikanischen Bundesstaaten Estado de México und Puebla. Eine spitzwinkelige Gebietszunge des Staates Morelos liegt am Südwesthang des Berges und läuft in einem Spitz aus, der noch etwa 700 m vom Gipfel des Bergs entfernt bleibt, der auf der Westseite des etwa ringförmigen Kraterrands liegt.
Der Vulkan ist Teil der Sierra Volcánica Transversal, welche das Land von Westen nach Osten durchzieht. Mit 5452 Metern ist er gleichzeitig einer der höchsten Exponenten dieses Gebirgszuges.

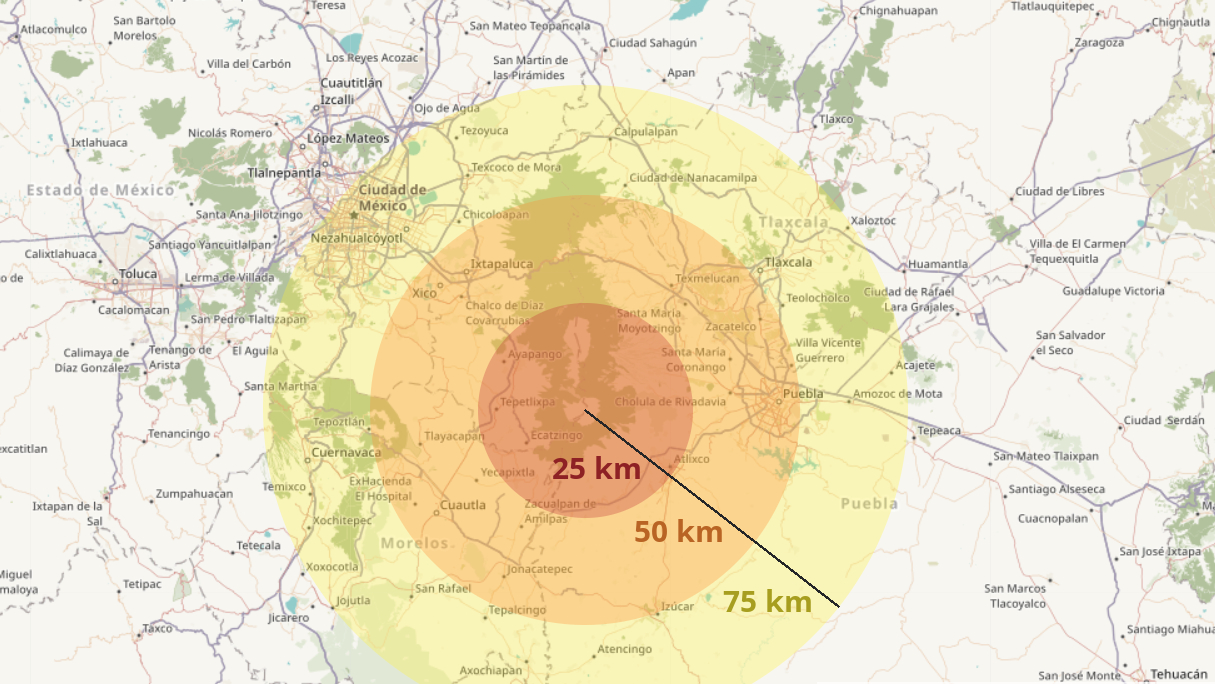
Lage des Popocatépetl mit Distanzangabe zu den umliegenden Orten

Im näheren Umkreis des Berges liegen mehrere große mexikanischen Zentren: Bis nach Mexiko-Stadt sind es etwa 70 Kilometer, bis Puebla 40, Tlaxcala liegt rund 50 Kilometer nordöstlich und 60 Kilometer nordwestlich Ciudad Nezahualcoyotl. Von allen diesen Orten ist der Vulkan bei entsprechenden Witterungsbedingungen prominent sichtbar.
Insgesamt wohnen schätzungsweise rund 25 Millionen Menschen in seinem Einzugsbereich, d. h. innerhalb eines Radius von 100 Kilometern um den Vulkan. Innerhalb dieses Bereichs befinden sich hunderte öffentliche Gebäude wie Schulen und Krankenhäuser sowie mit den Flughäfen Benito Juárez, Felipe Ángeles (beide Mexiko-Stadt), Puebla, Toluca sowie Cuernavaca auch einige wichtige Luftfahrtdrehkreuze.
Die nächstgelegene Ortschaft zum Vulkan ist San Pedro Nexapa (rund 4.600 Einwohner), welche sich 13 Kilometer nordwestlich befindet und damit knapp außerhalb der Sperrzone liegt. Der Vulkan ist aufgrund der verstärkten Aktivität der vergangenen Jahre gesperrt und darf nicht bestiegen werden. Dennoch begeben sich immer wieder Wanderer auf den Weg zum Krater. Mindestens sechs Personen kamen dabei seit 1996 ums Leben.

## Geschichte

### Sage zur Namensherkunft
Einer aztekischen Sage zufolge lebten früher ein Häuptling und seine Frau in Tenochtitlan. Der Häuptling war ein berühmter Eroberer, der von allen Azteken geliebt wurde. Er und seine Frau waren besorgt, dass sie kein Kind mehr bekommen würden. Doch eines Tages gebar die Ehefrau ein Mädchen, das so schön war wie seine Mutter. Das Mädchen wurde „Iztaccíhuatl“ genannt, was auf Náhuatl „Weiße Dame“ bedeutet.
Alle Ureinwohner liebten Iztaccíhuatl und ihre Eltern. Das Mädchen wurde darauf vorbereitet, eines Tages die Rolle ihres Vaters als Anführerin zu übernehmen. Als Iztaccíhuatl älter wurde, verliebte sie sich in den Anführer eines anderen Stammes, Popocatépetl.
Eines Tages brach ein Krieg aus und die Kämpfer mussten mit ihren Truppen in den Süden ziehen, um den Feind zu besiegen. Der Häuptling erzählte Popocatépetl, dass er seine Tochter heiraten könne, wenn er ihm den Kopf des Feindes bringe. Popocatépetl zog in den Krieg, Iztaccíhuatl blieb zurück.
Nach mehreren Monaten kehrte ein Krieger zurück, der Popocatépetl hasste. Er überbrachte die falsche Nachricht, dass seine Armee gewonnen hätte, aber Popocatépetl gefallen wäre. Der Häuptling war traurig, als er das hörte, aber Iztaccíhuatl konnte nicht aufhören, zu weinen. Sie verließ das Haus nicht mehr, aß und trank nichts, sodass sie nach wenigen Tagen an ihrem Kummer starb.
Als der Häuptling die Beerdigung seiner Tochter vorbereitete, kehrte Popocatépetl mit seinen Truppen erfolgreich aus dem Krieg zurück. Popocatépetl sah seine tote Geliebte und verfiel in Trauer. Er trug Iztaccíhuatl in seinen Armen aus der Stadt hinaus einen weiten Weg bis zu einem Berg. Dort befahl er seinen Kriegern, ein Grabmal zu errichten, und legte seine Geliebte behutsam hinauf. Dann kniete er sich neben sie und blieb bei ihr, bis auch er an seinem Kummer starb.
Die Götter waren berührt von Popocatépetls Opfer. Sie verwandelten das Grabmal und die beiden Verstorbenen in einen Berg und einen Vulkan. Der Berg, der nach Iztaccíhuatl benannt wurde, sieht aus wie eine schlafende Frau.
Der Name „Popocatépetl“ bedeutet auf Náhuatl „Rauchender Berg“, da aus dem Vulkan ab und zu Rauch aufsteigt. Damit zeigt Popocatépetl, dass er immer über Iztaccíhuatl wacht, die an seiner Seite schläft.

### Erstbesteigung
Der spanische Konquistador Diego de Ordás bestieg als erster Europäer im November 1519 den Popocatépetl in Begleitung zweier Waffenbrüder auf der Suche nach Schwefel, was zur Produktion von Schießpulver unabdingbar war. Kaiser Karl V. erlaubte ihm danach, den Vulkan in seinem Wappen zu tragen.
Die Vulkankette aus Popocatépetl, Iztaccíhuatl und Tláloc trennte in vorspanischer Zeit die aztekisch beherrschten Gebiete im Westen Mexikos von den unabhängigen politischen Einheiten Tlaxcallan (heute: Tlaxcala) und Huexotzinco (heute: Puebla) im Osten. Die Region war bereits wenige Jahre nach der spanischen Eroberung im Besitz von spanischen Encomenderos (darunter auch der erwähnte Diego de Ordás) und des Marquéz del Valle Hernán Cortés sowie Schauplatz intensiver Missionierung. Zu diesem Zweck wurden im 16. Jahrhundert zahlreiche Klöster errichtet, zuerst von Franziskanern, später auch von den Dominikanern und Augustinern. Vierzehn dieser gut erhaltenen Klöster in einem Umkreis von mehr als 60 Kilometern um den Vulkan wurden 1994 zum Weltkulturerbe erklärt.

### Bergsteigen
Der Berg ist sicherheitshalber gesperrt.
Stand 1982: Vom Ort Amecameca führte eine allgemein von Pkw befahrbare, asphaltierte Straße etwa 25 km weit bis zur Bergsteigerherberge Albergue Tlamacas auf 3962 m Seehöhe. Sie wurde in den 1970er Jahren gebaut, 1973 eröffnet, doch 1994 wegen Aktivität des Vulkans geschlossen und verlassen. (Eine weniger gute Straße führte ohne weitere Steigung weiter über den Pass ostwärts zwischen den Zwillingsvulkanen in ein anderes Tal.) Der Fußweg bergauf führte anfangs noch an niedriger Buschvegetation vorbei. In etwa 4500 m Höhe stand eine zerschlissene Biwakschachtel aus doppelwandigem Aluminiumblech. Sie könnte einmal 4–6 Liegen enthalten haben. Dieses Biwak steht oberhalb eines Geländeabbruchs und etwas erhöht. Der Weg bergwärts verläuft anfangs eher flach doch nach 30 m bereits steil bergauf. Die kegelige Aschenhalde hat ziemlich konstant großen Böschungswinkel, die Korngröße ist im Wesentlichen kleiner als 3 mm. Im Sommer/Herbst kann der Weg völlig schnee- und eisfrei sein.
Menschentritte hinterlassen Mulden im sehr rieselfreudigen dunkelgrauen Sand. Um mit der Kraft hauszuhalten, sollte man möglichst jeden Tritt in die tiefste Stelle einer Trittmulde setzen. Nur hier "hält" der Untergrund die Trittbelastung ohne viel abzurutschen. Geradewegs möglichst gegen die Falllinie aufwärts steigen. Man erreicht die Nordwestseite des Kraterrands auf etwa 5000 m Höhe, hier tritt festes Gestein auf. Der höchste Punkt am Kraterrand mit etwa 5150 m liegt etwa diametral gegenüber im Süden. Aus dem Krater kann es nach Schwefelwasserstoff riechen, ein Einsteigen ist nicht ratsam. Das Abwärtsgehen vom Ascheberg erfolgt effizient wieder in der Falllinie mit 1 m spannenden Laufschritten, die sich durch das Wegrutschen der Asche wohl auf 2 m vergrößern.
Stand 2020, Google Maps StreetView und gepostete Bilder: Eine alte Herberge ist verlassen, ihre Fenster sind eingeschlagen, Türen stehen offen. Unweit davon steht eine nun genutzte neue Herberge.

## Geologie
Beim Popocatépetl handelt es sich um einen teilweise von Gletschern bedeckten Schichtvulkan. Der Vulkankegel ruht auf den Überresten von mindestens drei Vorgängern, die durch gravitationellen Kollaps zerstört wurden. Bedeutende Ablagerungen von Schuttlawinen zeugen von diesen Ereignissen.
Der aktuelle zentrale Krater hat einen Durchmesser von 400 bis 600 m und wird teilweise von Lavadomen ausgefüllt. Die konische Form des Berges wird durchbrochen von dem sog. „Ventorillo“, dem Rest eines früheren Vulkans.
Pópocatépetl selbst hat seit dem mittleren Holozän mindestens drei Plinianische Eruptionen erzeugt, gefolgt von pyroklastischen Strömen und Lahars. Seine Gesteine sind beeinflusst durch die im Süden gelegene Subduktionszone und reichen von Basalt bis Dazit, allerdings mit Tendenz zu den mehr evolvierten, d. h. Siliciumdioxid-haltigeren Gesteinsarten und Magma-Mixing. Die aus einer oberflächennahen Magmakammer stammenden Materialien sind relativ homogen und enthalten sowohl felsische als auch mafische Komponenten.
Zum Vulkansystem gehört der derzeit inaktive Nachbarvulkan Iztaccíhuatl, wobei sich die Aktivität über Hunderttausende von Jahren vom letzteren nach Süden auf den ersteren verschoben hat.
Bis 2001 war der Popocatépetl insbesondere an der Nordflanke mit sichtbaren Gletschern bedeckt. Diese gingen jedoch bereits ab den 1990er Jahren aufgrund der höheren Temperaturen und der gestiegenen vulkanischen Aktivität signifikant zurück. Seither ist am Berg nur noch teilweise Eis anzutreffen, welches aber nicht mehr die charakteristischen Eigenschaften von Vergletscherung (Gletscherspalten) aufweist.

## Überwachung
Aufgrund der Nähe zu Großstädten als auch der relativen Häufigkeit der Ausbrüche wird der Popocatépetl durch den mexikanischen Staat seit 1994 aktiv überwacht. Das CENAPRED (Centro Nacional de Prevención de Desastres, Nationales Zentrum zur Katastrophenprävention) kontrolliert mittels zahlreicher Messstationen und Überflügen die vulkanische Aktivität und stellt dazu laufend Daten ins Internet. Dabei werden unter anderem die Ascheausstöße, die seismologischen Bewegungen sowie zahlreiche Wetterdaten (Windrichtung) erfasst und in einem täglichen Blog auf der CENAPRED-Webseite publiziert. Zwecks Schutzes der Bevölkerung der umliegenden Ortschaften existieren fest definierte Evakuationspläne und -routen.
Zum einfacheren Verständnis der Informationen orientiert sich das CENAPRED an einer Ampelskala. Diese besitzt drei Farben (grün, gelb und rot) sowie eine jeweils bis zu dreistufige, in der Wichtigkeit aufsteigende Subskala (Phase 1, Phase 2 und Phase 3). Die Bedeutung ist wie folgt:
|                                      | Phase 1 | Phase 2 | Phase 3 |
| ------------------------------------ | --- | --- | --- |
| ROT Alarm (Evakuation)               | Vulkan gefährlich - Aschewolke steigt mehrere Kilometer in die Höhe - Ausstoß von heißem, festem Material über den Vulkanflanken - Ascheregen auch über entfernteren Orten - pyroklastische Ströme bis in nahegelegene, bewohnte Gebiete | Vulkan hochgefährlich - weitreichende Eruptionen - intensiver Ascheregen über große Distanzen - geologische Veränderungen der Vulkanflanke (Erdrutsche) - pyroklastische Ströme über größere Distanzen - Lahare von zerstörerischem Ausmaß - schwere Zerstörung von gefährdeten Gebieten | nicht angewandt bei roter Ampel |
| GELB Warnung (Evakuationsprävention) | Vulkan aktiv - seismische Bewegungen lokal regelmäßig messbar - kleinere Ausbrüche mit leichten Ascheausstößen | Vulkan verstärkt aktiv - Ausstöße von Dampf und Gasen (Fumarole) - leichter Ascheregen in unmittelbarer Umgebung - diverse Ausstöße von festem Material - Möglichkeit von pyroklastischen Strömen aufgrund Explosionen - kleinere Lavaströme                                             | Vulkan stark aktiv - Bildung von Lavadomen, - ständige Präsenz von Fumarolen - Ascheregen - verstärkte Explosionen mit Ausstoß von festem Material - pyroklastische Ströme mittlerer Größe |
| GRÜN Normalität                      | Vulkan ruhend - keine Aktivität sichtbar | Vulkan leicht aktiv - vereinzelte Rauchfahnen sind sichtbar | nicht angewandt bei grüner Ampel |

Die ausgerufene Warnstufe wird laufend aktualisiert auf der Website des CENAPRED veröffentlicht.

## Eruptionsgeschichte

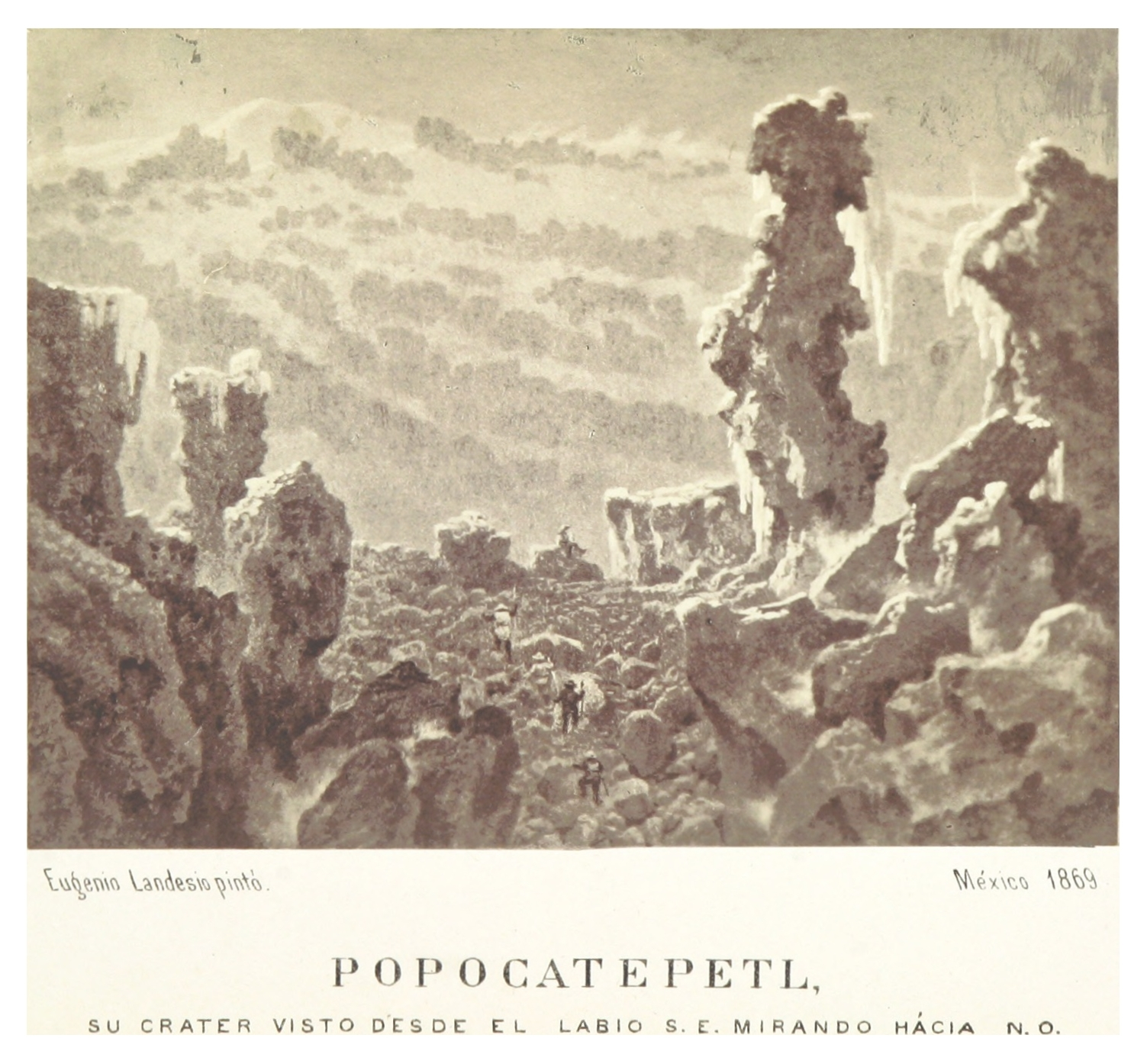
Geologen auf dem Weg zum Kraterrand (um 1868)

### Bis 1900

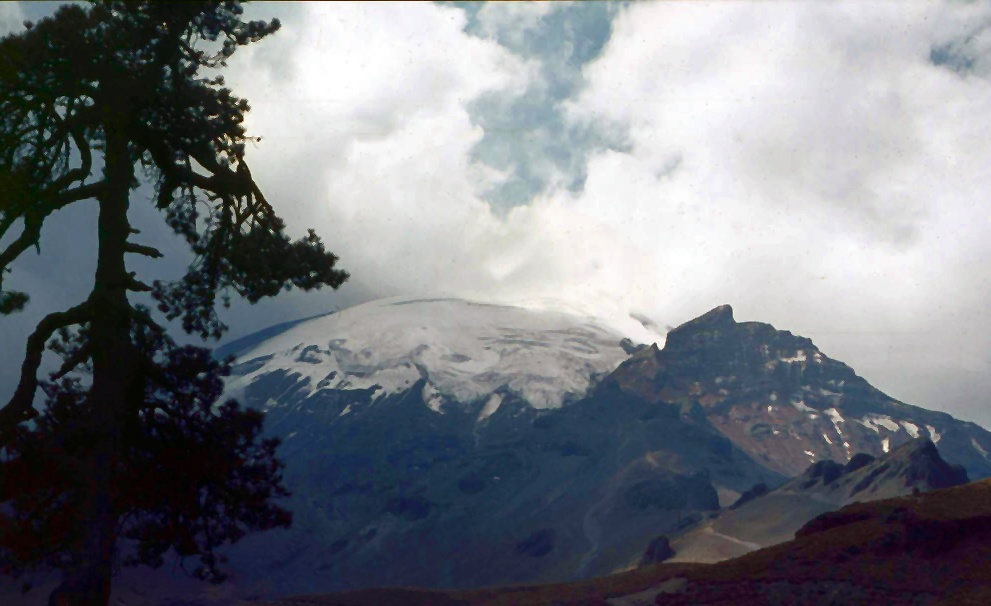
Nordflanke des Popocatepetl mit Gletscher (März 1981)

Die bislang erforschte Geschichte des Vulkans beginnt vor 430.000 Jahren, als eine große Eruption vom Bezymianny-Stil das damalige Vulkangebäude in sich zusammenbrechen ließ. Vor ca. 25.000 Jahren wurde das nächste Vulkangebäude durch eine Eruption zerstört, die der des Mount St. Helens 1980 glich, d. h. durch einen sog. Lateral blast, der beim explosiven Zusammenbruch eines seitlich aufsitzenden Lavadoms entstand.

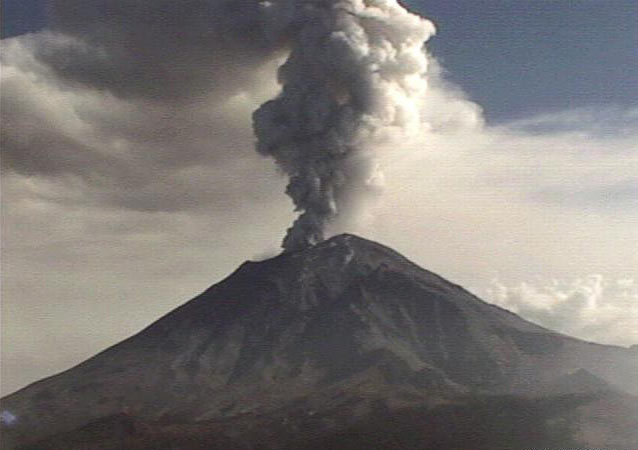
Ausbruch vom 19. Dezember 2000

Eine Plinianische Eruption zerstörte vor ca. 15.000 Jahren den unmittelbaren Vorgänger des Popocatépetl, den heutige Vulkanologen „El Fraile“ (= den Mönch) tauften. Weitere große Ausbrüche fanden vor ca. 11.000 Jahren, 7000, 4000 und 3000 Jahren statt. Bezeichnenderweise ließen sich aufgrund der zeitlichen Entfernung bis dahin nur die wirklich großen Ausbrüche nachweisen.
Um die Mitte des 1. Jahrhunderts begrub der Popocatépetl bei einer plinianischen Eruption mit einer Magnitude von 5,3 mehrere Orte in seiner Umgebung, darunter Tetimpa mit 3000–4000 Einwohnern, das etwa 15 km entfernt vom Gipfel lag. Bei Ausgrabungen seit den 1990er Jahren wurden keine Opfer des Vulkanausbruchs gefunden, wahrscheinlich hatten die Einwohner ausreichend Zeit zu fliehen. Auch andere nahegelegene Dörfer und Städte wurden aufgegeben. Insgesamt mehrere zehntausend Menschen zogen ostwärts in das Valle de Puebla-Tlaxcala oder in das westlich gelegene Teotihuacán. Möglicherweise trug das Ereignis zum Aufstieg Teotihuacáns bei. Ab dem 14. Jahrhundert sind die Eruptionen besser belegt. Abgesehen von einer größeren um 1509 handelt es sich bei den nachgewiesenen um unbedeutendere Ausbrüche bis zum Beginn des 20. Jahrhunderts.

### 20. Jahrhundert
Eine erneute Aktivität setzte 1919 ein und dauerte bis 1927. Dabei ergaben sich kleinere und mittelgroße Ausbrüche mit Auswurf von Asche und Bimsstein sowie Bildung eines Lavadomes im Jahre 1924. Weitere kleinere Eruptionen fanden danach bis 1947 statt.
Ein Ausbruch am 21. Dezember 1994 beendete die 47 Jahre lang andauernde Ruhephase. Asche wurde dabei durch den Wind über 25 Kilometer vom Vulkan weggetragen. In der Folge waren die Eruptionen eher moderat, aber mit regelmäßigen Fumarolen, Gasaustritt und kleineren Ascheausstößen. Dabei wurden im März 1996 fünf Bergsteiger durch eine Explosion am gesperrten Berg getötet. Ende Juni 1997 musste der Flughafen Mexiko-Stadt wegen Asche kurzzeitig geschlossen werden.
Eine weitere aktive Phase erfolgte im Dezember 2000. Dabei stiegen Aschewolken bis zu 8 Kilometer in den Himmel und vulkanisch-bedingte Tremore konnten noch in 150 Kilometern Distanz gemessen und in rund 14 Kilometer Entfernung von Menschen verspürt werden. Zwischen 25.000 und 41.000 Menschen am Popocatépetl (je nach Quelle) wurden am 15. und 16. Dezember evakuiert, darunter die beiden nahegelegenen Ortschaften Santiago Xalitzintla sowie San Pedro Benito Juárez. Nach Schätzungen sammelten sich 15 bis 19 Millionen Kubikmeter Lava im Vulkankrater an, was mehr als je zuvor gemessenen Mengen entsprach.
Mit einer weiteren großen Eruption am 18. und 19. Dezember 2000 verteilte sich Eruptionsmaterial bis zu 6 Kilometer um den Krater herum. Dieser Ausbruch erlangte weltweites Medieninteresse, zumal durch die vorherige Aktivität bereits zahlreiche Beobachter in der Region waren. Bei den Ausbrüchen wurden mit 70.200 Tonnen pro Tag rekordhohe Ausstoßmengen von Stickstoffdioxid registriert.

### 21. Jahrhundert

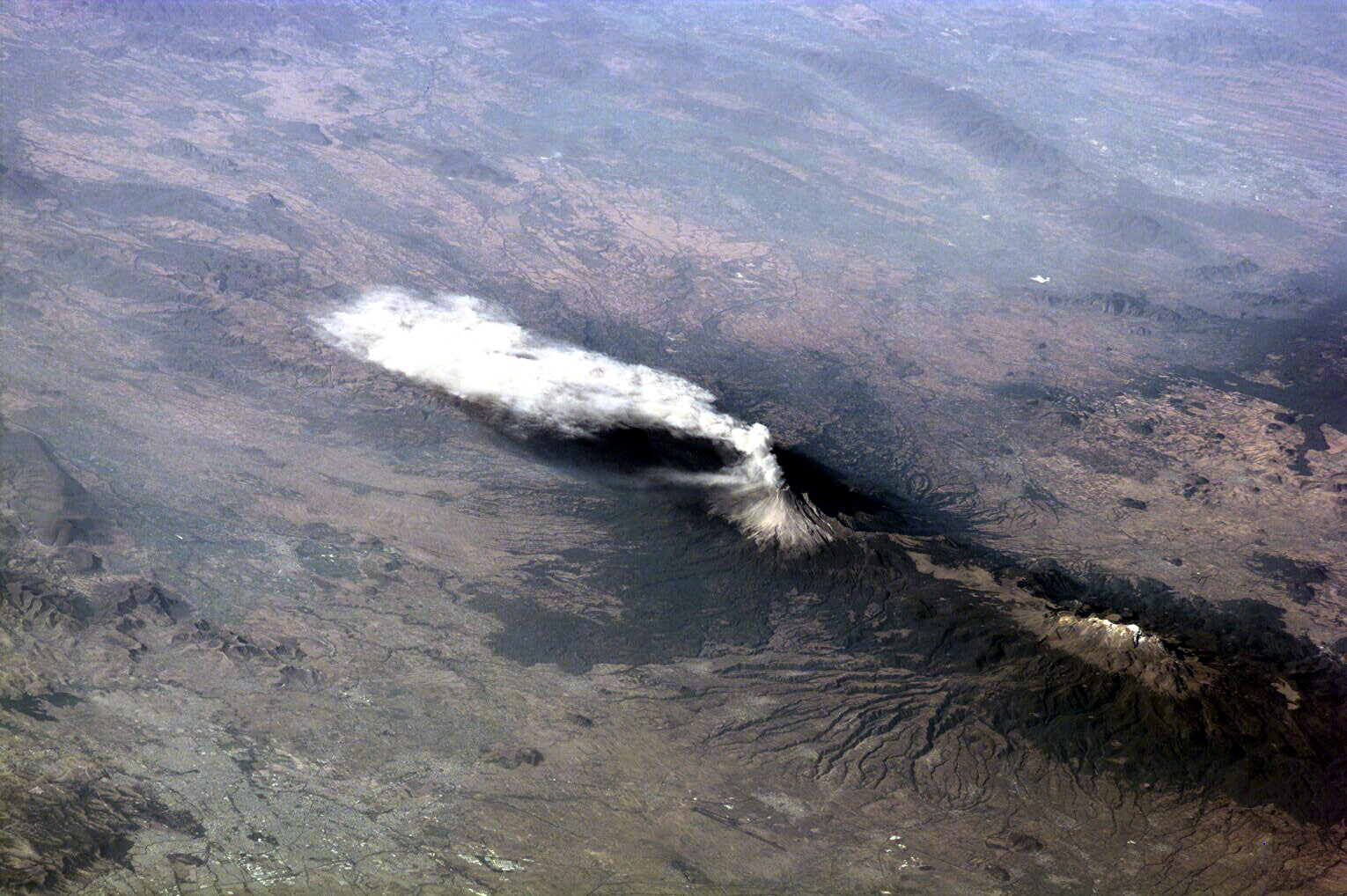
Aufnahme der Internationalen Raumstation während des Ausbruchs vom 23. Januar 2001

#### 2001 bis 2010
In den Folgejahren kam es immer wieder zu Eruptionen mit teilweise kilometerhoch steigenden Aschewolken. Besondere Aufmerksamkeit generierten dabei die Ausbrüche am 19. Juli 2003, während des Dezembers 2005, im ersten Halbjahr 2006 sowie im April 2007. Eine Eruption ließ Ende Juli 2006 eine Aschewolke rund 9,8 Kilometer in den Himmel steigen.
Daraufhin folgte eine verhältnismäßig ruhige Phase bis zum 20. August 2009, als der Vulkan erneut hohe Aschewolken ausstieß. Am 21. November 2009 wurde nach einer kleineren Explosion Ascheniedergang im 23 Kilometer entfernten Atlixco gemeldet.

#### 2011 bis 2015

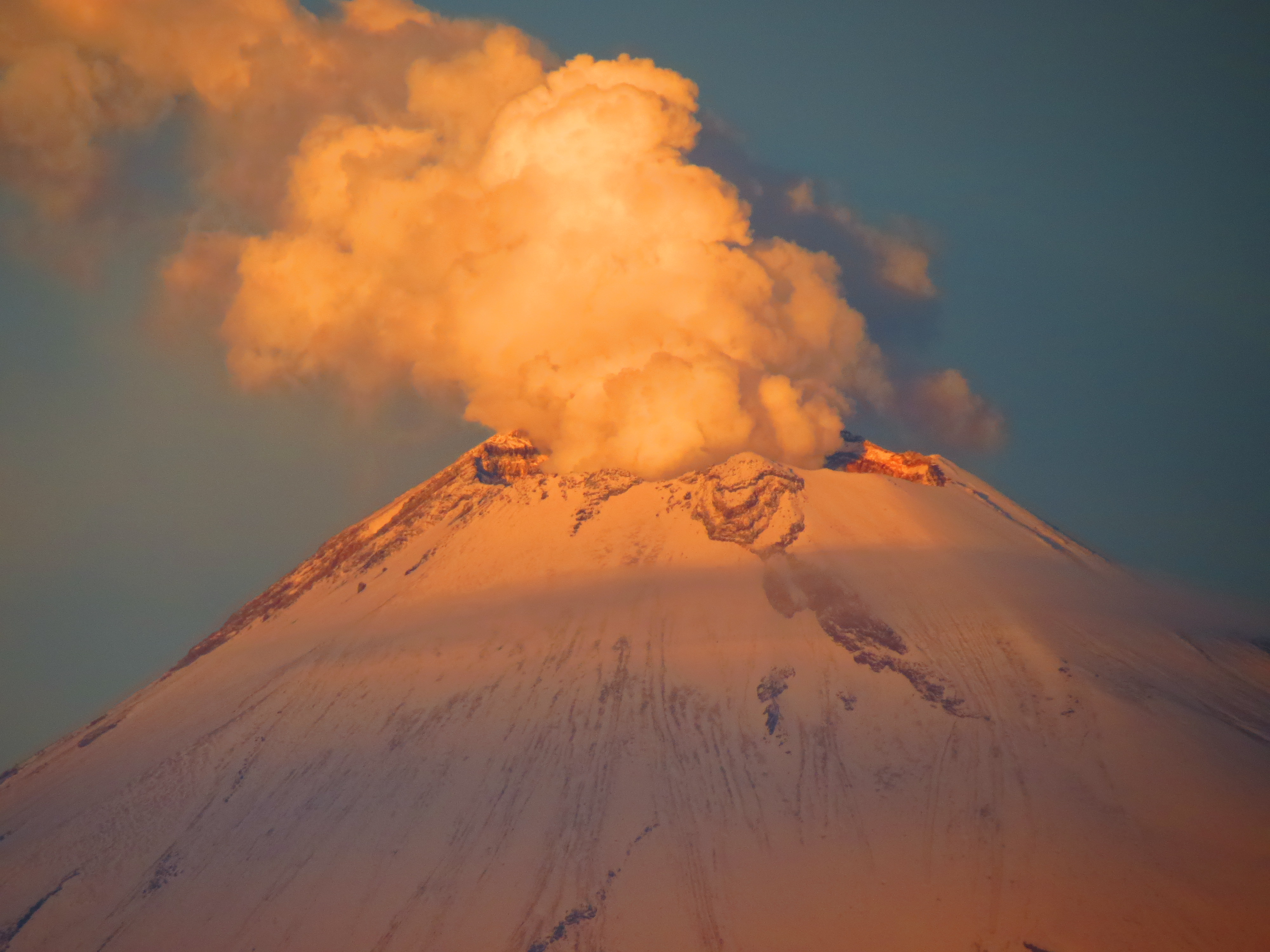
Der Popocatépetl im Oktober 2012

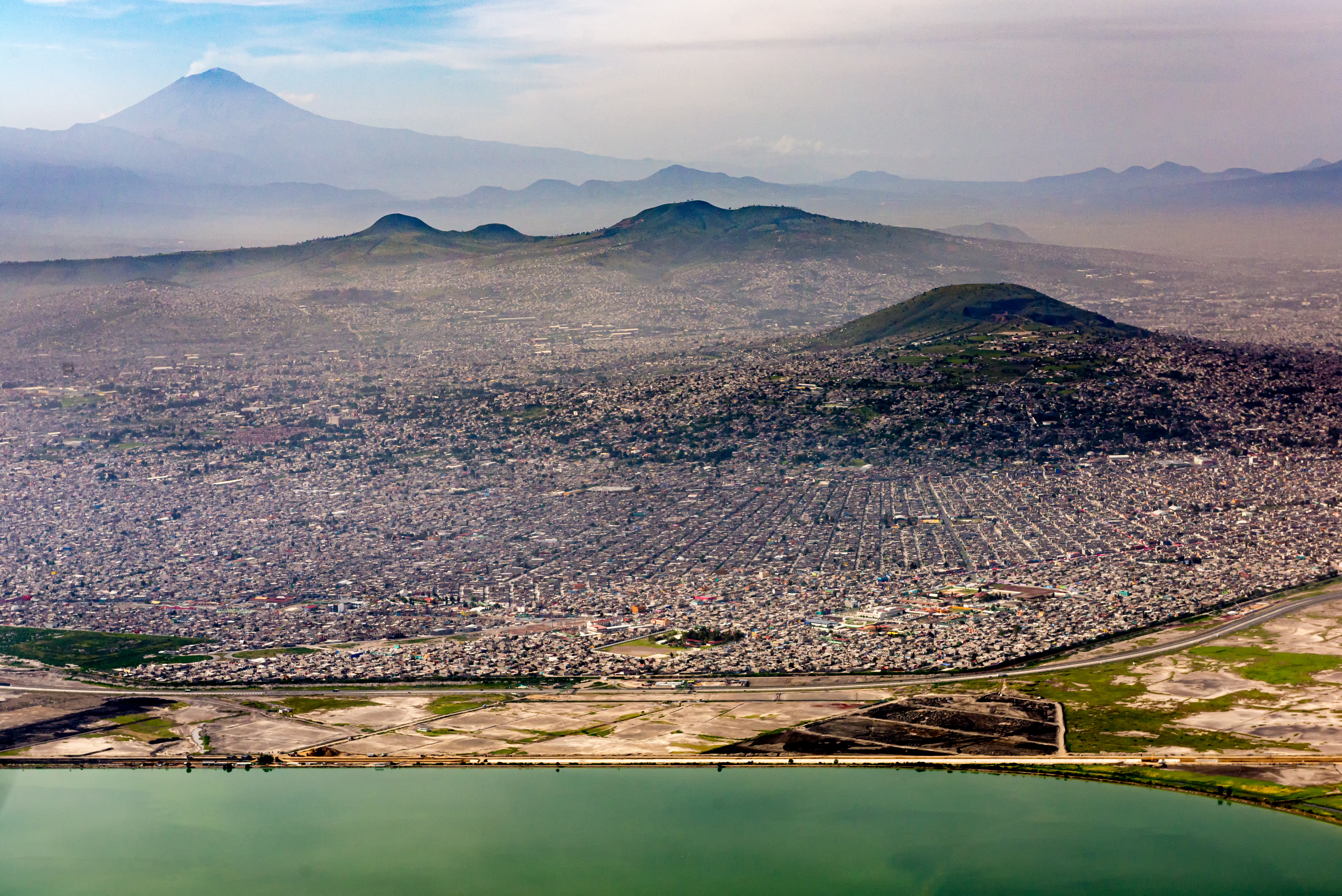
Mexico City im Smog und der Popocatépetl

Am 20. November 2011 wurde gegen 12 Uhr eine mexikanische Wandergruppe nahe dem Krater von einem kleineren Ausbruch überrascht. Die Aschewolke sowie einige fallende Steine konnten auf Video aufgenommen werden und erreichten internationales Publikum via YouTube.
Eine weitere aktivere Phase folgte im April 2012. Am 13. April 2012 nahm die seismische Aktivität rapide zu. Eruptionen schleuderten Steine bis 800 Meter vom Krater weg. Am 14. April ging außerdem Asche unter anderem in Atlixco sowie Puebla (50 Kilometer entfernt) nieder. Nach einem weiteren starken Ascheausstoß am 16. April erhöhte das Centro Nacional de Prevención de Desastres (CENAPRED) die Gefahrenstufe auf Phase 3 der zweiten gelben Stufe („Gelb Phase 3“). Am 2. sowie 3. Mai ging Asche über Teilen von Mexiko-Stadt nieder. Am 1. September wurde die Warnstufe wieder auf „Gelb Phase 2“ zurückgesetzt.
Eine weitere aktive Phase startete im Mai 2013. Ein Ausbruch am 8. Mai 2013 führte zu Ascheniedergängen bis nach Puebla. Am 13. Mai 2013 wurden in Anbetracht eines möglichen größeren Ausbruchs Angehörige der Mexikanische Streitkräfte sowie der Bundespolizei in die Region geschickt, eine 18 Quadratkilometer große Zone gesperrt und die Einrichtung von Notunterkünften vorbereitet. Es wurde die Phase 3 der gelben Alarmstufe ausgerufen und eine 12-Kilometer-Sperrzone um den Vulkan errichtet, welche bis zum 7. Juni beibehalten wurde.
Am 18. Juni 2013 stieß der Vulkan erneut eine mehr als vier Kilometer hohe Aschewolke sowie glühendes Gestein aus.

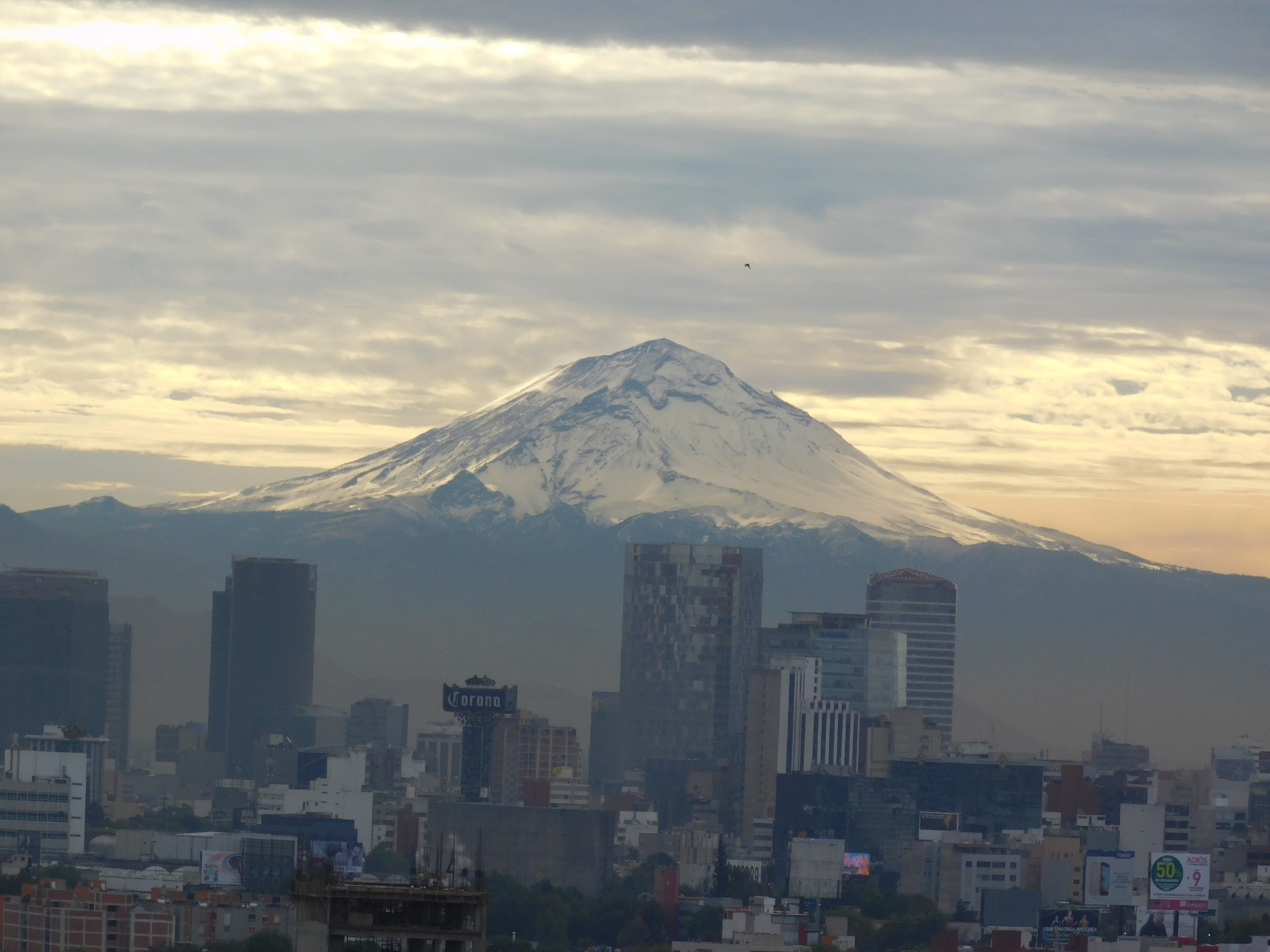
Ruhige Phase des Popocatépetl im Januar 2016 mit den Hochhäusern von Mexiko-Stadt im Vordergrund

Am 3. Juli 2013 begann eine erneute stärkere Aktivität. 47 Flüge mussten gestrichen werden. Delta Air Lines, United Airlines, Alaska Airlines sowie AirTran Airways annullierten in der Folge sämtliche Verbindungen nach Mexiko-Stadt. Asche ging auf zahlreiche Orte der Umgebung nieder, so auch auf Mexiko-Stadt und Puebla. Die Ortschaft San Pedro Nexapa wurde mit 5 Zentimetern Asche eingedeckt – soviel hatte es in den 15 Jahren zuvor nie gegeben. Am 6. Juli 2013 wurde die Alarmstufe erneut auf „Phase 3 Gelb“ angehoben und bis zum 23. Juli beibehalten. Ascheausstöße verursachten eine komplette Sperre des Flughafens Puebla am 12. Juli 2013. Danach beruhigte sich die Situation am Vulkan wieder, die Alarmstufe verblieb auf „Phase 2 Gelb“.
Das Jahr 2015 war geprägt von regelmäßigen kleineren Ausbrüchen. Besonders im Februar 2015 war der Vulkan erneut aktiver, was zu diversen Ascheniederschlägeereignissen führte. Während eines Beobachtungsfluges von Wissenschaftlern konnte am 27. Februar ein kleinerer Ascheausstoß aus nächster Nähe beobachtet werden.
Im Oktober 2015 wurde der Vulkan wiederum aktiver. Ein Ascheausstoß am 2. Oktober erreichte eine Höhe von 7,6 Kilometern und löste sich erst nach 185 Kilometern in südöstlicher Richtung auf. Ein weiterer Ausbruch am 7. Oktober wurde von Kameras festgehalten und international via Reuters verbreitet.
Am 30. Oktober 2015 um 8:57 Uhr spuckte der Vulkan wieder Feuer und Asche. Die Rauchwolke stieg rund 3000 Meter über dem Krater auf und zog Richtung Nordosten. Am 17./18. April 2016 stieß der Vulkan erneut Lava aus, eine 3000 Meter hohe Aschesäule bildete sich, was unter anderem für Ascheregen in Puebla sorgte.

#### 2016 bis jetzt

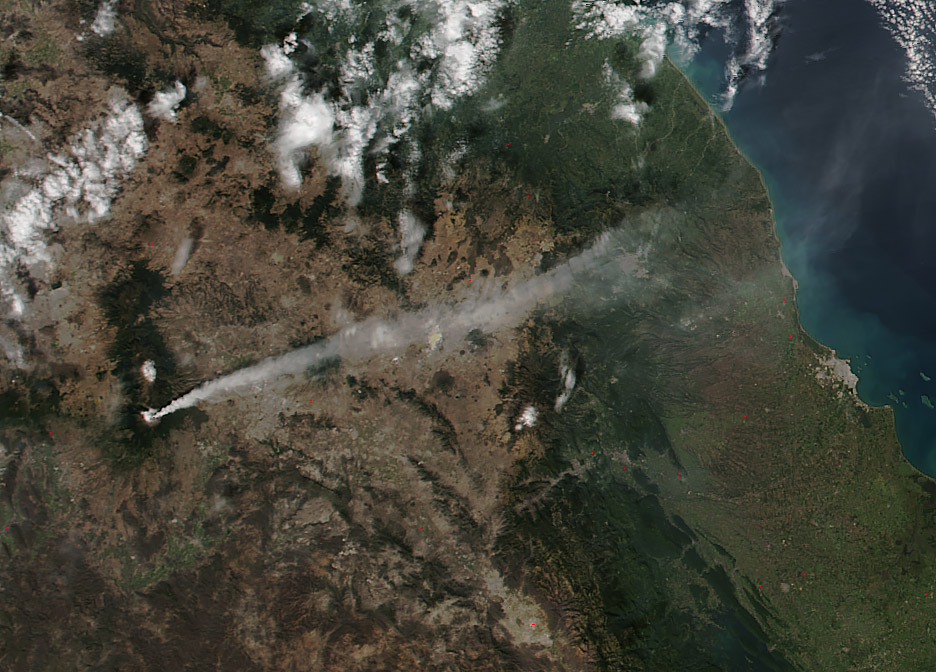
Aus dem All sichtbare Aschefahne des Popocatépetl am frühen Nachmittags des 25. Januars 2016

Am 23. Januar 2016 sorgte eine erneute Aktivität für eine rund 900 Kilometer lange Aschewolke, welche sich in einer Höhe von 6,1 bis 8,2 Kilometern über zwei Tage nach Osten erstreckte. Sie wurde auf Bildern durch die NASA aus dem All festgehalten. Im August 2016 kam es zu Hangrutschungen auf dem Vulkan. Alle ein bis zwei Monate kam es in der Folge zu explosiveren Vorgängen, bei denen Asche ausgestoßen wurde, die größten davon am 25. und 26. November 2016, bei denen die Asche bis in Höhen von 11,5 bzw. 10,9 Kilometer geschleudert wurde.
Am 19. September 2017 stieg eine Aschewolke einen Kilometer hoch, laut Angaben der mexikanischen Behörde Centro Nacional de Prevención de Desastres hatte das Erdbeben am 19. September jedoch keinen signifikanten Einfluss auf die Aktivität des Vulkans.
Am 28. Mai 2018 wurde erneut Ausstoß von Asche gemeldet. Aus gemessenen Anzeichen wurde Ende Mai 2018 von Vulkanologen die Gefahr eines Ausbruchs als groß eingeschätzt. Am 25. September 2018 wurde über eine 1,2 km hohe Rauchsäule und eine große Aschewolke berichtet; die Bevölkerung sollte sich auf eine mögliche Evakuierung vorbereiten. Auf der Warnskala Semáforo de Alerta Volcánica für den Popo galt unverändert „Gelb Phase 2“ (Amarillo Fase 2); es wurde u. a. wegen Steinschlaggefahr empfohlen, den Berg nicht zu besteigen.
Am 26. März 2019 um 19.23 Uhr Ortszeit erfolgte ein erneuter explosionsartiger Ausbruch, welcher glühendes Material im Umkreis von rund 2 Kilometern um den Krater verteilte. Eine 3 Kilometer hohe Aschewolke stieg dabei in den Dämmerungshimmel. Das Centro Nacional de Prevención de Desastres (CENAPRED) betonte erneut die Sicherheitszone von 12 Kilometern um den Vulkan, beließ aber die Warnstufe nach wie vor auf Phase 2 (Gelb) der dreistufigen Skala. Der Ausbruch verursachte diverse Buschbrände, welche auch in den Tagen darauf nördlich und östlich des Kraters wüteten. In diversen umliegenden Gemeinden ging Asche nieder. Mit einer erneuten Eruption vom 28. März um 6.50 Uhr Ortszeit wurde schließlich die Alarmstufe bis zum 6. Mai auf „Gelb Phase 3“ angehoben. Dennoch stieß der Vulkan den ganzen Sommer hinweg immer wieder kleinere Aschewolken aus, welche zu Ascheregen in nahegelegenen Gebieten führten. Dies gehört jedoch zur normalen Aktivität des Vulkans, sodass die Warnstufe auf „Phase 2 Gelb“ verblieb.
Der erste größere Ausbruch des Jahres 2020 erfolgte am 9. Januar um 6:33 Uhr Ortszeit. Die Aschewolke erreichte dabei eine Höhe von rund drei Kilometern. Aufgrund des klaren Wetters und der Tageszeit wurde die Eruption auf zahlreichen Fotos und Videos aufgenommen. Selbst aus Mexiko-Stadt war der Ausbruch und die darauffolgende Fumarole gut sichtbar. Die Warnstufe verblieb dennoch auf „Phase 2 Gelb“
Am 24. Juni 2022 wurde eine Meldung veröffentlicht, wonach eine fünfköpfige Gruppe bei der Besteigung des Vulkans nach einem Auswurf pyroklastischen Materials in Not geriet. Eine Frau wurde durch einen heißen Stein getötet. Die übrigen vier Teilnehmer, darunter zwei Verletzte, mussten gerettet werden.
Im Mai 2023 zeigte der Vulkan erneut verstärkte Aktivität. Am 20. Mai wurde aus diesem Grund der Flugverkehr in Mexiko-Stadt und Puebla teilweise eingeschränkt. Am 21. Mai erwachte die Stadt Puebla unter einer dünnen Ascheschicht. Aufgrund des Ausstoßes von Rauch, Asche und glühenden Gesteinsbrocken erhöhten die Behörden die Warnstufe von "Gelb Phase 2" auf "Gelb Phase 3", was einer Evakuationsvorbereitung entsprach. Am 6. Juni 2023 wurde die Warnstufe nach einer Beruhigung wieder auf "Gelb Phase 2" herabgesetzt.

## Varia
- Musikalisch wurde der Berg 1962 von Hans Bradtke (Text) und Giuseppe Mengozzi (Musik) in dem Schlager „Popocatepetl-Twist“ verewigt. Es war eine deutsche Adaptation des Twist „Twistin' The Twist“ von Teddy Martin, gesungen von Caterina Valente und Silvio Francesco.

- Am 26. September 1949 wurde eine Douglas DC-3A der Mexicana de Aviación (XA-DUH) in den Vulkan Popocatépetl geflogen, 63 Kilometer südöstlich des Ziels Flughafen Mexiko-Stadt. Bei diesem CFIT (Controlled flight into terrain) wurden alle 24 Insassen getötet, drei Besatzungsmitglieder und 21 Passagiere.[59]